# Good Life (OneRepublic)
Good Life è un singolo del gruppo musicale statunitense OneRepublic, pubblicato il 19 novembre 2010 come quarto estratto dal secondo album in studio Waking Up.

## Descrizione
La canzone è stata scritta dai membri del gruppo (Ryan Tedder, Brent Kutzle e Eddie Fisher) insieme a Noel Zancanella, e prodotta da Tedder stesso.
Il 21 giugno 2011 la canzone è stata remixata con la collaborazione di B.o.B ed è stata pubblicata solo per le stazioni radio.

## Critiche
About.com ha scritto: Non solo Good Life ha un testo che chiunque può interpretare con "cosa diavolo c'è da lamentarsi", ma ha anche una struttura musicale unica che le permetterà un grande successo radiofonico.

## Successo commerciale
Il singolo ha avuto un discreto successo commerciale, arrivando alla numero 8 della Billboard Hot 100 degli Stati Uniti e venendo certificato disco di platino, oltre a raggiungere le prime venti posizioni delle classifiche di gran parte dell'Europa, dell'Australia e della Nuova Zelanda.

## Video musicale
Il videoclip è stato girato in una valle di montagna situata in Colorado ed è stato pubblicato nel febbraio 2011. Nel dicembre 2011 è stato girato un secondo video per il Disney Parks Christmas Day Parade 2011.

## Tracce
CD single (Nord America)
1. Good Life (New Mix Version) – 4:04

CD single (Europa)
1. Good Life (Demolition Crew Remix) – 4:12

Album single
1. Good Life – 4:13

Radio single
1. Good Life (feat. B.o.B.) – 3:50

## Formazione
- Ryan Tedder – voce, pianoforte
- Zach Filkins – chitarra acustica
- Drew Brown – chitarra
- Brent Kutzle – basso
- Eddie Fisher – batteria

## Classifiche
| Classifica (2010-2011)           | Posizione massima |
| -------------------------------- | ----------------- |
| Australia                        | 62                |
| Austria                          | 9                 |
| Belgio (Vallonia)                | 10                |
| Brasile                          | 36                |
| Canada                           | 5                 |
| Danimarca                        | 19                |
| Germania                         | 19                |
| Irlanda                          | 41                |
| Italia                           | 47                |
| Lussemburgo                      | 8                 |
| Nuova Zelanda                    | 22                |
| Paesi Bassi                      | 25                |
| Polonia                          | 52                |
| Portogallo                       | 19                |
| Slovacchia                       | 19                |
| Slovenia                         | 46                |
| Svizzera                         | 14                |
| Stati Uniti                      | 8                 |
| Stati Uniti (pop)                | 6                 |
| Stati Uniti (adult pop)          | 1                 |
| Stati Uniti (latin pop)          | 17                |
| Stati Uniti (adult contemporary) | 2                 |
| Stati Uniti (radio)              | 6                 |
| Stati Uniti (digital)            | 4                 |
| Svezia                           | 41                |

| Classifica di fine anno (2011) | Posizione |
| ------------------------------ | --------- |
| Austria                        | 71        |
| Stati Uniti                    | 25        |